# 杉原一司
杉原 一司（すぎはら かずし、1926年（大正15年）8月27日 - 1950年（昭和25年）5月21日）は、日本の歌人。塚本邦雄の盟友としてその作風に影響を与えた。

## 経歴
鳥取県八頭郡丹比村大字南（現：八頭町）出身。鳥取県立商業学校（現：鳥取県立鳥取商業高等学校）在籍時、岸本光治、中林則男らと短歌を作り始める。一学年上には新野幸次郎（元神戸大学学長、『花軸』同人）がいた。
1943年（昭和18年）から1945年（昭和20年）に安部国民学校（現：八頭町立安部小学校）に勤務。この頃、石塚敏夫（安部国民学校の同僚）の紹介で前川佐美雄を知り、手紙のやり取りが始まる。
1945年（昭和20年）2月12日に安藤令子と結婚。同年3月27日に徴用され戦地へ。同じ部隊にいた佐々木一雄（今井書店勤務）と知り合い、歌集の作成を計画したが、実現することはなかった。4月3日から翌年の1946年（昭和21年）1月4日まで、前川の妻子が杉原宅に疎開している。
1946年（昭和21年）8月、前川佐美雄によって歌誌『オレンヂ』が創刊される。11月には、坂本好秋、尾崎窕子らと同人雑誌『詩歌祭』を創刊。
1947年（昭和22年）4月1日より1948年（昭和23年）3月31日までの間、丹比小学校（現：八東小学校）勤務。3月22日、長女ゆあみ誕生。4月には、小谷五郎らと同人雑誌『花軸』を創刊。
1948年（昭和23年）5月1日、天理語学専門学校本科フランス語部（現：天理大学）入学。11月3日、長男ほさき誕生。
1949年（昭和24年）8月、塚本邦雄、稗田雛子らと『メトード』を創刊。1950年（昭和25年）2月の第7号まで作られ廃刊となった。同年5月21日、死去。享年23歳であった。10日余り後、塚本が弔問に訪れる。塚本は杉原への追悼として、第一歌集『水葬物語』を1951年（昭和26年）に刊行した。
2020年（令和2年）3月、長男ほさきを製作代表とした「杉原一司歌集刊行会」によって『杉原一司歌集』『メトード歌文集』が刊行された。

## 評価
歌人の塚本邦雄は、一司を次のように評している。
「頭脳俊敏、苦み走った美丈夫であった。十年、二十年先の定型詩の方向を指し、その修辞学の理想を考え、言葉の海におぼれようとする私を励まし導いてくれた。戦後前衛短歌の隠れたリーダーの一人として、私は顕彰し続けて来た。私の作品のバックボーンを作りあげてきたのは、彼である」。